# Tomodon dorsatus
Tomodon dorsatus är en ormart som beskrevs av Duméril, Bibron och Duméril 1854. Tomodon dorsatus ingår i släktet Tomodon och familjen snokar. Inga underarter finns listade i Catalogue of Life.
Arten förekommer från Franska Guyana och nordöstra Brasilien till Paraguay, Uruguay och norra Argentina. Honor lägger inga ägg utan föder levande ungar.